# دیسکلوژر
دیسکلوژر (انگلیسی: Disclosure) نام یک گروه موسیقی موفق در زمینه موسیقی هاوس است. ترانه چفت (ترانه) (Latch) وی با سم اسمیت مشهور است. وی همچنین ترانه‌های دیگری با نام‌های طالع با سم اسمیت، آهنرباها با لرد داشته‌اند.
اولین همکاری آنان با سم اسمیت در ترانه ی Hotline Bling صورت گرفت.